# Ligue des champions féminine de l'EHF 1994-1995
Navigation
Ligue des champions 1993-1994 Ligue des champions 1995-1996
La saison 1994-1995 de la Ligue des champions féminine de l'EHF est la 35e édition de la compétition, anciennement Coupe d'Europe des clubs champions. Organisée par l'EHF, elle met aux prises 27 clubs européens champions dans leur pays.
Le club autrichien d'Hypo Niederösterreich, tenant du titre, remporte son sixième titre et le quatrième consécutif en disposant en finale du club croate du ŽRK Podravka Koprivnica.

## Tours préliminaires

### Premier tour
| Équipe 1                | Score | Équipe 2             | Aller | Retour |
| ----------------------- | ----- | -------------------- | ----- | ------ |
| Sportist Choumen        | 37–52 | Viborg HK            | 18–24 | 19–28  |
| Rostselmash             | 60–30 | Start Elbląg         | 33–14 | 27–16  |
| Külturspor Ankara       | 42–38 | Valur Reykjavik      | 20–22 | 22–16  |
| Larvik HK               | 73–16 | Hapoël Rishon LeZion | 34–7  | 39–9   |
| Olimpija Ljubljana      | 45–40 | Politechnik Minsk    | 25–19 | 20–21  |
| HK Slávia Partizánske   | 46–48 | Cassano Magnago      | 25–24 | 21–24  |
| ŽRK Podravka Koprivnica | 44–36 | LC Brühl             | 19–18 | 25–18  |
| AC Doukas               | 38–36 | HBC Bascharage       | 19–18 | 19–18  |
| HC Motor Zaporijia      | 55–25 | CS Madeira           | 30–10 | 25–15  |
| Kometal Ǵorče Petrov    | 36–39 | Swift Roermond       | 24–16 | 12–23  |
| ASPTT Metz              | 49–39 | DHC Slavia Prague    | 24–19 | 25–20  |

Cinq clubs sont directement qualifiés pour les huitièmes de finale :
- Hypo Niederösterreich, tenant du titre,
- Mar Valencia
- WAT Fünfhaus
- TuS Walle Brême
- Ferencváros TC Budapest

### Huitièmes de finale
| Équipe 1           | Score | Équipe 2                | Aller | Retour |
| ------------------ | ----- | ----------------------- | ----- | ------ |
| Viborg HK          | 32–45 | Hypo Niederösterreich   | 13–18 | 19–27  |
| Rostselmash        | 44–51 | Mar Valencia            | 19–26 | 25–25  |
| Külturspor Ankara  | 32–55 | Larvik HK               | 21–24 | 11–31  |
| Olimpija Ljubljana | 53–32 | WAT Fünfhaus            | 25–15 | 28–17  |
| Cassano Magnago    | 32–45 | Podravka Koprivnica     | 17–37 | 8–36   |
| AC Doukas          | 38–70 | Walle Bremen            | 21–33 | 17–37  |
| HC Motor Zaporijia | 40–43 | Ferencváros TC Budapest | 20–19 | 20–24  |
| Swift Roermond     | 46–45 | ASPTT Metz              | 27–23 | 19–22  |

## Phase de groupe

### Groupe A
|   | Équipe                | Pts | J | G | N | P | Bp  | Bc  | Diff |
| - | --------------------- | --- | - | - | - | - | --- | --- | ---- |
| 1 | Hypo Niederösterreich | 12  | 6 | 6 | 0 | 0 | 162 | 111 | 51   |
| 2 | Mar Valencia          | 7   | 6 | 3 | 1 | 2 | 144 | 138 | 6    |
| 3 | Larvik HK             | 5   | 6 | 2 | 1 | 3 | 141 | 144 | -3   |
| 4 | RK Olimpija Ljubljana | 0   | 6 | 0 | 0 | 6 | 115 | 169 | -54  |

| Date       | Club 1                | Score         | Club 2                |
| ---------- | --------------------- | ------------- | --------------------- |
| 22/01/1995 | Larvik HK             | 16-26 (7-12)  | Hypo Niederösterreich |
| 22/01/1995 | RK Olimpija Ljubljana | 14-26 (6-16)  | Mar Valencia          |
| 29/01/1995 | Hypo Niederösterreich | 29-16 (14-8)  | RK Olimpija Ljubljana |
| 29/01/1995 | Mar Valencia          | 24-23 (15-8)  | Larvik HK             |
| 12/02/1995 | Mar Valencia          | 18-23 (11-10) | Hypo Niederösterreich |
| 12/02/1995 | Larvik HK             | 27-24 (14-12) | RK Olimpija Ljubljana |
| 19/02/1995 | Larvik HK             | 26-26 (14-14) | Mar Valencia          |
| 19/02/1995 | RK Olimpija Ljubljana | 17-32 (7-17)  | Hypo Niederösterreich |
| 19/03/1995 | Mar Valencia          | 29-26 (10-12) | RK Olimpija Ljubljana |
| 19/03/1995 | Hypo Niederösterreich | 26-23 (17-13) | Larvik HK             |
| 22/03/1995 | RK Olimpija Ljubljana | 18-26 (9-15)  | Larvik HK             |
| 26/03/1995 | Hypo Niederösterreich | 26-21 (15-12) | Mar Valencia          |

### Groupe B
|   | Équipe                  | Pts | J | G | N | P | Bp  | Bc  | Diff | Dép |
| - | ----------------------- | --- | - | - | - | - | --- | --- | ---- | --- |
| 1 | Podravka Koprivnica     | 8   | 6 | 3 | 2 | 1 | 147 | 127 | 20   | ?   |
| 2 | TuS Walle Brême         | 8   | 6 | 3 | 2 | 1 | 141 | 138 | 3    | ?   |
| 3 | Ferencváros TC Budapest | 7   | 6 | 3 | 1 | 2 | 135 | 129 | 6    | /   |
| 4 | HV Swift Roermond       | 1   | 6 | 0 | 1 | 5 | 124 | 153 | -29  | /   |

| Date       | Club 1              | Score         | Club 2              |
| ---------- | ------------------- | ------------- | ------------------- |
| 21/01/1995 | HV Swift Roermond   | 26-26 (11-12) | TuS Walle Brême     |
| 22/01/1995 | Podravka Koprivnica | 21-21 (10-14) | Ferencváros TC      |
| 29/01/1995 | TuS Walle Brême     | 21-21 (13-9)  | Podravka Koprivnica |
| 29/01/1995 | Ferencváros TC      | 21-17 (11-5)  | HV Swift Roermond   |
| 11/02/1995 | HV Swift Roermond   | 24-27 (11-15) | Podravka Koprivnica |
| 12/02/1995 | Ferencváros TC      | 21-22 (9-9)   | TuS Walle Brême     |
| 18/02/1995 | HV Swift Roermond   | 20-23 (9-12)  | Ferencváros TC      |
| 19/02/1995 | Podravka Koprivnica | 28-17 (14-10) | TuS Walle Brême     |
| 19/03/1995 | TuS Walle Brême     | 30-19 (15-11) | HV Swift Roermond   |
| 19/03/1995 | Ferencváros TC      | 26-24 (13-12) | Podravka Koprivnica |
| 26/03/1995 | TuS Walle Brême     | 25-23 (10-9)  | Ferencváros TC      |
| 26/03/1995 | Podravka Koprivnica | 26-18 (15-9)  | HV Swift Roermond   |

## Finale
| Équipe 1            | Total   | Équipe 2              | Aller   | Retour  |
| ------------------- | ------- | --------------------- | ------- | ------- |
| Podravka Koprivnica | 36 – 40 | Hypo Niederösterreich | 17 – 14 | 19 – 26 |

## Les championnes d'Europe
| Vainqueur de la Ligue des champions de l'EHF 1994-1995 Hypo Niederösterreich 6e titre |

L'effectif du Hypo Niederösterreich était, :
- / Stanka Božović
- / Tatjana Dschandschgawa (GB)
- / Ausra Fridrikas
- Mia Hermansson-Högdahl
- / Edit Matei (Török) (en)
- Möller
- Iris Morhammer
- Nicole Peißl
- Karin Prokop
- / Mariann Rácz (GB)
- Natalia Rusnachenko (GB)
- Barbara Strass (en)
- Rima Sypkus (en)
- Sorina Teodorović (ro)
- Beatrice Wagner

Entraîneur
- Gunnar Prokop